# André Negrão
André Negrão (Campinas, 17 de junho de 1992) é um automobilista brasileiro.
Ele já correu em categorias como Fórmula Renault, Fórmula 3 Sul-americana, GP2 Series, Indy Lights, e atualmente corre na classe LMP1 do WEC (World Endurance Championship), categoria em que é campeão mundial (2018/2019) e bicampeão da prova 24 Horas de Le Mans (2018 e 2019) na classe LMP2.

## Carreira
Em 2021, o brasileiro André Negrão estreia na LMP1, categoria top do Campeonato Mundial de Endurance (World Endurance Championship, o WEC) da Federação Internacional de Automobilismo (FIA). Ele divide o volante do Alpine A480 LMP1 com os franceses Matthieu Vaxiviere, que estreia na equipe nesta temporada, e Nicolas Lapierre. Negrão estreou na equipe em 2017, quando esta ainda se chamava Signatech Alpine Matmut, uma divisão da Renault, agora chamada simplesmente Alpine – mesmo nome da equipe de Fórmula 1 da montadora francesa.
Natural de Campinas (SP), André Negrão traz no currículo duas vitórias na classe LMP2 da lendária prova 24 Horas de Le Mans, que integra o WEC, em 2018 e 2019, ambas com os franceses Nicolas Lapierre e Pierre Thiriet, e o título de campeão mundial da chamada superseason 2018/19, conquistado também com Lapierre e Thiriet.
André estreou tardiamente no kartismo, aos 11 anos, embora sua família tenha tradição no automobilismo brasileiro, com o pai, Guto Negrão, o tio, Xandy Negrão, além do primo, Xandynho Negrão, todos pilotos. Foi apenas ao acompanhar o primo na edição da 500 Milhas de Kart de 2003 que ele se apaixonou por corridas. Andou poucas temporadas de kart, foi vice-campeão brasileiro de 2006, fez curso de pilotagem em uma escola da Espanha, e em 2008 estreou no automobilismo europeu, correndo na Fórmula Renault 2.0.
Naquele ano, André também disputou o Winter Series da Fórmula Renault, campeonato de inverno com provas na Espanha e em Portugal, que terminou em terceiro lugar. Em 2009, disputou os Campeonato Europeu, Italiano e Suíço, e participou de algumas provas da Fórmula 3 Sul-Americana. Em 2010 fez o Europeu de Renault 2.0, e também o Britânico, andou no Campeonato Italiano de Fórmula Abarth, e fez o Fórmula 3 Brazil Open.
Em 2011 migrou para o World Series by Renault 3.5, em que permaneceu até 2013 e depois fez a temporada de 2015. Em 2014 e 2015 competiu na GP2, categoria de acesso à Fórmula 1. Em 2016, experimentou a Indy Lights, ganhou um teste de Fórmula Indy, e considerava a ideia de evoluir para a categoria norte-americana quando foi chamado pela Alpine para correr no WEC a partir de 2017, ano em que também participou de uma corrida da FARA USA Endurance Championship e venceu.

## Registros na carreira
2021
- WEC, Alpine Elf Matmut, classe LMP1, com Matthieu Vaxiviere e Nicolas Lapierre

2020
- WEC, Signatech Alpine Elf, 1 pódio, 8º na classe LMP2 e 11º na classificação geral, com Thomas Laurent e Pierre Ragues
- European Le Mans Series, Richard Mile Racing Team, 2 corridas, 14º no campeonato
- Império Endurance Brasil, Mattheis Motorsport, 1 corrida, 8º lugar
- Copa Europa Alpine Elf, 2 corridas, 23º lugar

2019
- Império Endurance Brasil, Scuderia 111, 1 corrida, 7º lugar

2018/2019
- WEC, Signatech Alpine Matmut, 2 vitórias, 8 pódios, vitórias na classe LMP2 da 24 Horas de Le Mans 2018 e 2019, campeão mundial da superseason 2018/2019 na classe LMP2, 8º na classificação geral, com Nicolas Lapierre e Pierre Thiriet

2018
- European Le Mans Series, Signatech Alpine Matmut, classe LMP2, 1 corrida, 18º no campeonato

2017
- WEC, Signatech Alpine Matmut, 1 vitórias, 5 pódios, 5º lugar na classe LMP2 e 10º na classificação geral, com Gustavo Menezes e Nicolas Lapierre
- FARA USA Endurance Championship, NCC Motorsports, 1 corrida, 1 vitória

2016
- Indy Lights, Schmidt Peterson with Curb-Agajanian, 5 pódios, 7º lugar no campeonato

2015
- GP2, Arden International, 20º no campeonato
- Formula Renault 3.5 Series, International Draco Racing, 4 corridas, 21º no campeonato

2014
- GP2, Arden International, 12º no campeonato

2013
- Formula Renault 3.5 Series, International Draco Racing, 1 pole, 1 pódio, 10º no campeonato

2012
- Formula Renault 3.5 Series, International Draco Racing, 1 pódio, 15º no campeonato
- Formula 3 Brazil Open, Hitech Racing Brazil, 1 pódio, 2º no campeonato

2011
- Formula Renault 3.5 Series, International Draco Racing, 20º no campeonato

2010
- Formula 3 Brazil Open, Cesário Fórmula, 2 vitórias, 4 pódios, 2º no campeonato
- Eurocup Formula Renault 2.0, Cram Competition, 1 pole, 1 pódio, 13º no campeonato
- Formula Renault 2.0, Northern European Cup, Cram Competition, 1 pódio, 23º no campeonato
- Campeonato Italiano Formula ACICSAI Abarth, Cram Competition, 1 pódio, 14º no campeonato
- British Formula Renault 2.0, Cram Competition, 2 corridas, 32º no campeonato

2009
- Italian Formula Renault 2.0, Cram Competition, 15º no campeonato
- Swiss Formula Renault 2.0, Cram Competition, 4 corridas, 15º no campeonato
- Fórmula 3 Sul-Americana, Kemba Racing , 3 corridas,12º no campeonato

2008
- Formula Renault 2.0 West European Cup, Epsilon Sport Team, 3 corridas
- Winter Series Formula Renault 2.0, Espanha e Portugal, Epsilon Sport Team,  1 pole, 4 pódios  3º no campeonato

2004 a 2007
- Kart, vice-campeão do Campeonato Brasileiro de Kart 2006 e 3º no Campeonato Paulista de Kart 2006[11]

Fontes (registros na carreir):

## Resultados na carreira até 2013
| Temporada | Categoria                                      | Equipe                    | Corridas | Vitórias | Poles | V. rápidas | Pódios | Pontos | Colocação |
| --------- | ---------------------------------------------- | ------------------------- | -------- | -------- | ----- | ---------- | ------ | ------ | --------- |
| 2008      | Formula Renault 2.0 West European Cup          | Epsilon Sport Team        | 3        | 0        | 0     | 0          | 0      | 0      | 51º       |
| 2008      | Portuguese Formula Renault 2.0 – Winter Series | Epsilon Sport Team        | 4        | 0        | 0     | 0          | 1      | 20     | 3º        |
| 2009      | Italian Formula Renault 2.0                    | Cram Competition          | 4        | 0        | 0     | 0          | 0      | 66     | 15º       |
| 2009      | Swiss Formula Renault 2.0                      | Cram Competition          | 4        | 0        | 0     | 0          | 0      | 36     | 15º       |
| 2009      | Fórmula 3 Sul-americana                        | Kemba Racing              | 3        | 0        | 0     | 0          | 0      | 4      | 12º       |
| 2010      | Formula 3 Brazil Open                          | Cesário Fórmula           | 1        | 0        | 0     | 0          | 1      | N/A    | 2º        |
| 2010      | Eurocup Formula Renault 2.0                    | Cram Competition          | 16       | 0        | 1     | 0          | 1      | 25     | 13º       |
| 2010      | Formula Renault 2.0 Northern European Cup      | Cram Competition          | 2        | 0        | 0     | 0          | 1      | 36     | 23º       |
| 2010      | Formula Abarth                                 | Cram Competition          | 4        | 0        | 0     | 0          | 1      | 23     | 14º       |
| 2010      | British Formula Renault 2.0                    | Cram Competition          | 2        | 0        | 0     | 0          | 0      | 8      | 32º       |
| 2011      | Formula Renault 3.5 Series                     | International DracoRacing | 14       | 0        | 0     | 0          | 0      | 20     | 20º       |
| 2012      | Formula Renault 3.5 Series                     | International DracoRacing | 17       | 0        | 0     | 0          | 1      | 36     | 15º       |
| 2012      | Formula 3 Brazil Open                          | Hitech Racing Brazil      | 1        | 0        | 0     | 0          | 1      | N/A    | 2º        |
| 2013      | Formula Renault 3.5 Series                     | International DracoRacing | 17       | 0        | 1     | 0          | 1      | 51     | 10º       |

† Piloto convidado. Pontos não são válidos para o campeonato.